# زاوية غزال
قرية زاوية غزال  هي إحدى القرى التابعة لمركز دمنهور في محافظة البحيرة في جمهورية مصر العربية. حسب إحصاءات سنة 2006، بلغ إجمالي السكان في زاوية غزال 8585 نسمة، منهم 4422 رجل و4163 امرأة.

## التاريخ
قرية زاوية غزال من القرى القديمة، حيث وردت باسم «دمشويه» في أعمال البحيرة ضمن قرى الروك الصلاحي التي أحصاها ابن مماتي في كتاب قوانين الدواوين، كما وردت باسم «دمشويه» في أعمال البحيرة ضمن قرى الروك الناصري التي أحصاها ابن الجيعان في كتاب «التحفة السنية بأسماء البلاد المصرية». وفي العصر العثماني وردت باسم «دمشويه زاوية غزال» في التربيع العثماني الذي أجراه الوالي العثماني سليمان باشا الخادم في عصر السلطان العثماني سليمان القانوني ضمن قرى ولاية البحيرة، وفي تاريخ 1228هـ/1813م الذي عدّ قرى مصر بعد المسح الذي قام به محمد علي باشا باسم «زاوية غزال» ضمن قرى مديرية البحيرة.